# Irati Anda Villanueva
Irati Anda Villanueva (Vitoria, Álava, 25 de diciembre de 1982) es una escaladora y bertsolari vasca, campeona de España de escalada de dificultad en los años 2006, 2007, 2008 y 2015.

## Biografía
Comenzó en el mundo de la escalada en 1993, y en 1995 comenzó en la Bertso-Eskola. Es licenciada en Ciencias de la Actividad Física y el Deporte. Ha sido monitora de fitness, entrenadora de escalada y preparadora de entrenamientos personalizados de escalada y otros deportes. Ha trabajado en la Federación Vasca de Montaña y es directora técnica de dicha Federación.
En 1999 fue ganadora del campeonato interescolar de bertsolaris. Ha participado en las ediciones posteriores del campeonato de Álava de bertsolaris.
Desde 2017 presenta junto a Andoni Aizpuru en ETB1 el programa Gailurra Neguan, que a lo largo de cada episodio descubre las historias de las montañas vascas.

## Trayectoria deportiva
Hasta su lesión de muñeca en 2008, Anda estaba considerada la número uno de la escalada en el Estado español, tras haber encadenado los campeonatos de Euskadi y España en 2006 y 2007. En el ranking de la IFSC ocupaba en el año 2009 el puesto 16º.

## Palmarés
| Campeonato Mundial    | Campeonato Mundial | Campeonato Mundial | Campeonato Mundial |
| Año                   | Lugar              | Posición           | Prueba             |
| --------------------- | ------------------ | ------------------ | ------------------ |
| 2007                  | Avilés ( España)   | 5                  | Dificultad         |
| Campeonato de España  |                    |                    |                    |
| Año                   | Lugar              | Medalla            | Prueba             |
| 2006                  | Sevilla            | Medalla de oro     | Dificultad         |
| 2007                  | Alicante           | Medalla de oro     | Dificultad         |
| 2008                  | Sevilla            | Medalla de oro     | Dificultad         |
| 2015                  | Zaragoza           | Medalla de oro     | Dificultad         |
| Copa de España        |                    |                    |                    |
| Año                   | Lugar              | Medalla            | Prueba             |
| 2007                  | Madrid             | Medalla de oro     | Dificultad         |
| 2014                  | Barcelona          | Medalla de oro     | Dificultad         |
| 2015                  | Madrid             | Medalla de oro     | Dificultad         |
| Campeonato de Euskadi |                    |                    |                    |
| Año                   | Lugar              | Medalla            | Prueba             |
| 2005                  | Dima               | Medalla de oro     | Dificultad         |
| 2006                  | Vitoria            | Medalla de oro     | Dificultad         |
| 2007                  | Vitoria            | Medalla de oro     | Dificultad         |

## Televisión
| Televisión | Televisión                        | Televisión | Televisión   | Televisión |
| Año        | Programa                          | Cadena     | Rol          |            |
| ---------- | --------------------------------- | ---------- | ------------ | ---------- |
| 2011       | El conquistador del fin del mundo | ETB2       | Capitana     |            |
| 2016       | Gailurra                          | ETB1       | Presentadora |            |
| 2017       | Gailurra Neguan                   | ETB1       | Presentadora |            |
| 2017       | Gailurra Xtreme                   | ETB1       | Presentadora |            |
| 2017-2018  | Gure Kasa                         | ETB1       | Colaboradora |            |
| 2018       | Ninja Warrior                     | Antena 3   | Concursante  |            |
| 2018       | Gailurra Martxan                  | ETB1       | Presentadora |            |

## Premios y reconocimientos
- 2019. Una de las montañeras fotografiadas en el proyecto 'Montaña en femenino' de Jon Martínez.[18]
- 2018 Una de las ocho mujeres pregoneras de las fiestas de La Blanca de Vitoria.[19]